# مارتین بنرات
مارتین بنرات (انگلیسی: Martin Benrath; ۹ نوامبر ۱۹۲۶ – ۳۱ ژانویهٔ ۲۰۰۰) یک هنرپیشه اهل آلمان بود.
از فیلم‌ها یا برنامه‌های تلویزیونی که وی در آن نقش داشته‌است می‌توان به استالینگراد، از زندگی عروسکان خیمه‌شب‌بازی، دادگاه نظامی اشاره کرد.